# Uvadzsimai várkastély
Az uvadzsimai várkastély (宇和島城; Uvadzsima-dzsó; Hepburn: Uwajima-jō) Japánban, az ehime prefektúrai Uvadzsimában található 16. századi várkastély. Egyike annak a tizenkét várkastélynak Japánban, melyek még az Edo-kor vége előtt épültek. Fontos kulturális örökségnek számít Japánban.

## Története
Az első erődítményt a területen 941-ben építették, 1236-ban kibővítették. Ekkor Marukusi-várkastély néven ismerték. 1585-ben Tojotomi Hidejosi foglalta el, majd Tódó Takatorának ajándékozta, aki 1596-ban saját tervei alapján átépítette. Többszöri tulajdonoscsere után 1871-ben elhagyatottá vált.1900-ban a kisebb tornyokat és a kapuk egy részét elbontották, a főkapu pedig 1945-ben megsemmisült egy bombázás során. 1960-ban az öregtornyot helyreállították.